# Zapasy na Letnich Igrzyskach Olimpijskich 1976 – kategoria do 90 kg w stylu klasycznym
Zmagania mężczyzn w wadze 90 kg to jedna z dziesięciu męskich konkurencji w zapasach w stylu klasycznym rozgrywanych podczas Letnich Igrzysk Olimpijskich 1976. Pojedynki w tej kategorii wagowej odbyły się w dniach 20 – 24 lipca.

## Klasyfikacja[2]
| Pozycja | Nazwisko           | Kraj              |
| ------- | ------------------ | ----------------- |
| 1       | Walerij Riezancew  | ZSRR              |
| 2       | Stojan Nikołow     | Bułgaria          |
| 3       | Czesław Kwieciński | Polska            |
| 4       | Darko Nišavić      | Jugosławia        |
| 5       | Frank Andersson    | Szwecja           |
| 6       | István Séllyei     | Węgry             |
| 7       | Sadao Satō         | Japonia           |
| .       | James Johnson      | Stany Zjednoczone |
| 9       | Haszem Kolahi      | Iran              |
| 10      | Fred Theobald      | RFN               |
| 11      | Michel Grangier    | Francja           |
| .       | Petre Dicu         | Rumunia           |
| 13      | Ambroise Sarr      | Senegal           |

## Zasady
Przyjęto zasadę punktów karnych, gdzie zdobycie sześciu punktów lub więcej eliminowało zawodnika z turnieju. Kolejność miejsc medalowych ustalona została w specjalnej rundzie finałowej, z udziałem trzech zawodników z najmniejszą liczbą takich punktów.
- TF — Łopatki
- DQ — Dyskwalifikacja za pasywność
- D1 — Dyskwalifikacja za pasywność, zwycięzca również był pasywny
- TPP — Punkty karne razem
- MPP — Punkty karne pojedynku

## Punktacja
- 0 — Wygrana na łopatki, przewagę techinczną, pasywność, kontuzję
- 0.5 — Wygrana na punkty  (8-11 punktów różnicy)
- 1 — Wygrana na punkty  (1-7 punktów różnicy)
- 2 — Dyskwalifikacja za pasywność, zwycięzca również był pasywny
- 3 — Przegrana na punkty (1-7 punktów różnicy)
- 3.5 — Przegrana na punkty (8-11 punktów różnicy)
- 4 — Przegrana na łopatki, przewagę techiczną, pasywność, kontuzję

## Wyniki[3]

### Pierwsza runda
| TPP | MPP |                    | Wynik\|Czas |                   | MPP | TPP |
| --- | --- | ------------------ | ----------- | ----------------- | --- | --- |
| 0   | 0   | Sadao Satō         | TF / 2:00   | Fred Theobald     | 4   | 4   |
| 4   | 4   | Michel Grangier    | DQ / 7:54   | Walerij Riezancew | 0   | 0   |
| 3   | 3   | Petre Dicu         | 2 - 7       | István Séllyei    | 1   | 1   |
| 3   | 3   | Darko Nišavić      | 3 - 10      | Stojan Nikołow    | 1   | 1   |
| 0   | 0   | James Johnson      | TF / 1:20   | Ambroise Sarr     | 4   | 4   |
| 0   | 0   | Frank Andersson    | 25 - 9      | Haszem Kolahi     | 4   | 4   |
| 0   |     | Czesław Kwieciński |             | Bez walki         |     |     |

### Druga runda
| TPP | MPP |                    | Wynik\|Czas |                 | MPP | TPP |
| --- | --- | ------------------ | ----------- | --------------- | --- | --- |
| 0   | 0   | Czesław Kwieciński | TF / 2:00   | Sadao Satō      | 4   | 4   |
| 5   | 1   | Fred Theobald      | 11 - 4      | Michel Grangier | 3   | 7   |
| 0   | 0   | Walerij Riezancew  | TF / 2:51   | Petre Dicu      | 4   | 7   |
| 4   | 3   | István Séllyei     | 2 - 4       | Darko Nišavić   | 1   | 4   |
| 1   | 0   | Stojan Nikołow     | TF / 8:02   | James Johnson   | 4   | 4   |
| 8   | 4   | Ambroise Sarr      | TF / 1:32   | Frank Andersson | 0   | 0   |
| 4   |     | Haszem Kolahi      |             | Bez walki       |     |     |

### Trzecia runda
| TPP | MPP |                | Wynik\|Czas |                    | MPP | TPP |
| --- | --- | -------------- | ----------- | ------------------ | --- | --- |
| 8   | 4   | Haszem Kolahi  | TF / 0:12   | Czesław Kwieciński | 0   | 0   |
| 8   | 4   | Sadao Satō     | TF / 3:55   | Walerij Riezancew  | 0   | 0   |
| 9   | 4   | Fred Theobald  | DQ / 5:06   | István Séllyei     | 0   | 4   |
| 4   | 0   | Darko Nišavić  | DQ / 7:28   | James Johnson      | 4   | 8   |
| 2   | 1   | Stojan Nikołow | 10 - 4      | Frank Andersson    | 3   | 3   |

### Czwarta runda
| TPP | MPP |                    | Wynik\|Czas |                   | MPP | TPP |
| --- | --- | ------------------ | ----------- | ----------------- | --- | --- |
| 3   | 3   | Czesław Kwieciński | 3 - 9       | Walerij Riezancew | 1   | 1   |
| 8   | 4   | István Séllyei     | DQ / 4:55   | Stojan Nikołow    | 0   | 2   |
| 5   | 1   | Darko Nišavić      | 3 - 2       | Frank Andersson   | 3   | 6   |

### Piąta runda
| TPP | MPP |                    | Wynik\|Czas |                | MPP | TPP |
| --- | --- | ------------------ | ----------- | -------------- | --- | --- |
| 3   | 0   | Czesław Kwieciński | DQ / 8:00   | Darko Nišavić  | 4   | 9   |
| 2   | 1   | Walerij Riezancew  | 6 - 6       | Stojan Nikołow | 3   | 5   |

### Runda finałowa
Zaliczone pojedynki z wcześniejszych rund
| TPP | MPP |                    | Wynik\|Czas |                    | MPP | TPP |
| --- | --- | ------------------ | ----------- | ------------------ | --- | --- |
|     | 3   | Czesław Kwieciński | 3 - 9       | Walerij Riezancew  | 1   |     |
| 2   | 1   | Walerij Riezancew  | 6 - 6       | Stojan Nikołow     | 3   |     |
| 5   | 2   | Stojan Nikołow     | D1 / 6:46   | Czesław Kwieciński | 4   | 7   |